# Scearctia figulina
Scearctia figulina är en fjärilsart som beskrevs av Butler 1877. Scearctia figulina ingår i släktet Scearctia och familjen björnspinnare. Inga underarter finns listade.